# 546498 Demjenferenc
546498 Demjenferenc este o planetă minoră (asteroid) din centura de asteroizi. A fost descoperită pe 31 octombrie 2010 la Piszkéstetői Obszervatórium⁠(d) de . 
Obiectul prezintă o orbită caracterizată de o semiaxă mare de 3,153240019111 UAi, o excentricitate de 0,11630329160001, o înclinație de 11,10400270245 ° în raport cu ecliptica.